# Helgona församling
Helgona församling var en församling i Strängnäs stift och i Nyköpings kommun i Södermanlands län. Församlingen uppgick 1989 i Nyköpings Alla Helgona församling.

## Administrativ historik
Församlingen har medeltida ursprung. Fram till 1559 var ingick församlingen i pastoratet Helgona och Svärta där pastoratet även benämndes Kråkelunds pastorat. De två församlingarna samt den nybildade Nyköpings östra församling bildade sedan till 1989 ett gemensamt pastorat med Svärta församling som moderförsamling mellan 1559 och 11 mars 1561, därefter till slutet av 1500-talet med Helgona som moderförsamling för att därefter ha Nyköpings östra församling som moderförsamling. Församlingen uppgick 1989 i Nyköpings Alla Helgona församling.

## Kyrkoherdar
| Ämbetstid | Namn                        | Levnadstid | Övrigt                           |
| --------- | --------------------------- | ---------- | -------------------------------- |
|           | Laurentius Erici            |            |                                  |
| 1595–1607 | David                       |            |                                  |
| 1610–1620 | Nicolaus Jacobi Bothniensis |            |                                  |
| 1620–1638 | Joakim Ihringius            |            |                                  |
| 1641–1651 | Andreas Magni Julinus       |            |                                  |
| 1651–1655 | Magnus Jonæ Agriconius      | –1655      |                                  |
| 1657–1659 | Ericus Olai Enhörning       |            |                                  |
| 1660–1674 | Johannes Olai Luth          |            |                                  |
| 1674–1678 | Abraham Nicolai Walingius   |            |                                  |
| 1679–1683 | Olaus Erici Rosendalius     |            |                                  |
| 1683–1686 | Johannes Erici Sigtunius    | 1645–1698  |                                  |
|           | Ericus Petri Staf           | 1632–1697  | Tillträdde ej.                   |
| 1686–1690 | Olaus Sparrman              | 1640–1690  |                                  |
| 1690–1692 | Magnus Johannis Melander    |            |                                  |
| 1692–1693 | Johannes Benedicti Ullberg  |            |                                  |
| 1693–1709 | Jonas Simonis Loeth         | 1650–1709  |                                  |
| 1710      | Nils Hjort                  | 1665–1710  |                                  |
| 1710–1723 | Erik Fors                   |            |                                  |
| 1723–1734 | Andreas S. Pihl             |            |                                  |
| 1735–1763 | Jacob Serenius              | 1700–1776  | Senare biskop i Strängnäs stift. |
| 1763–1779 | Andreas Sveonius Flodman    | 1724–1779  |                                  |
| 1780–1835 | Nils Grandelius             | 1745–      |                                  |
| 1836–1852 | Georg Stolpe                | 1775–1852  |                                  |
| 1854–1881 | Pehr Thyselius              | 1808–1881  |                                  |
| 1884–     | Karl Karlson                | 1831–1900  |                                  |

## Organister
| Ämbetstid | Namn                     | Levnadstid | Övrigt                      |
| --------- | ------------------------ | ---------- | --------------------------- |
| 1737-1742 | Johan Lenning            |            | Organist.                   |
| 1745      | Petter Laurens Nyman     |            | Organist                    |
| 1747-1752 | Johan Björkman           |            | Organist                    |
| 1752-1759 | Hans Björkman            | 1730-1805  | Organist                    |
| 1760-1766 | Carl Moberg              |            | Organist                    |
| 1768-1776 | Ulric Rolin              | 1746-      | Organist                    |
| 1774-1797 | Per Hellberg             | 1747-1797  | Organist                    |
| 1797–1825 | Johan Peter Hellberg     | 1777–1825  | Organist.                   |
| 1825–1879 | Carl Gustaf Hellberg     | 1808–1879  | Organist                    |
| 1882–1890 | Robert Julius Lagerquist | 1854–1890  | Organist och musikdirektör. |
| 1901–1939 | Reinhold Bystedt         | 1872–1967  | Organist och musikdirektör. |

## Kyrkor
- Alla Helgona kyrka